# 梅田インターチェンジ
梅田インターチェンジ（うめだインターチェンジ）は、石川県金沢市にある国道159号・国道249号金沢外環状道路山側幹線（金沢東部環状道路、通称・山側環状）のインターチェンジ。

## 概要
- フルインターチェンジである。津幡方面からの流出ランプおよび鈴見方面への流入ランプには梅田町の住宅地とつながる簡易型の出入口がある。

## 道路
- 国道159号・国道249号金沢外環状道路山側幹線（金沢東部環状道路、通称・山側環状）

## 接続する道路
- 石川県道215号森本津幡線（旧国道159号）

## 周辺
- 桜ヶ丘病院

## 隣
金沢外環状道路
今町JCT - 梅田IC - 観法寺PA - 金沢森本IC